# سينان إردم دوم
سينان إردم دوم هي صالة متعددة الأستخدامات تقع في إسطنبول، تركيا. تتسع الصالة ل 22،500 شخص في الحفلات و16 ألف شخص لمباريات كرة السلة.